# Eerste Kamerverkiezingen 2023/Kandidatenlijst/GroenLinks
De kandidatenlijst voor de Eerste Kamerverkiezingen van 2023 van de lijst GROENLINKS (lijstnummer 4) is na controle door de Kiesraad als volgt vastgesteld:
1. Paul Rosenmöller
2. Farah Karimi
3. Gala Veldhoen
4. Saskia Kluit
5. Daan Roovers
6. Noortje Thijssen
7. Menno van der Ven
8. Lara de Brito
9. Roel van Gurp
10. Henk Nijmeijer
11. Mirjam Krijnen
12. Ronald Dekker
13. Marry Mos
14. Paul van Gessel
15. Anita Hartholt
16. Reint Rengers
17. Harrie Miedema
18. Monique van Gerwen
19. Andries de Vries
20. Arnie van de Veerdonk

FVD · VVD · CDA · GroenLinks · D66 · PvdA · PVV · SP · ChristenUnie · Partij voor de Dieren · 50PLUS · SGP · OPNL · JA21 · BBB · Volt